# 제2차 세계 대전 기간 방콕 폭격
방콕 폭격은 제2차 세계 대전 기간 연합국이 태국의 수도 방콕을 수 차례 폭격한 일을 말한다. 1944년 6월 실전 배치되기 시작한 보잉 B-29 슈퍼포트리스의 첫 폭격 목표 도시기도 했다.

## 영국과 미국의 초기 공습

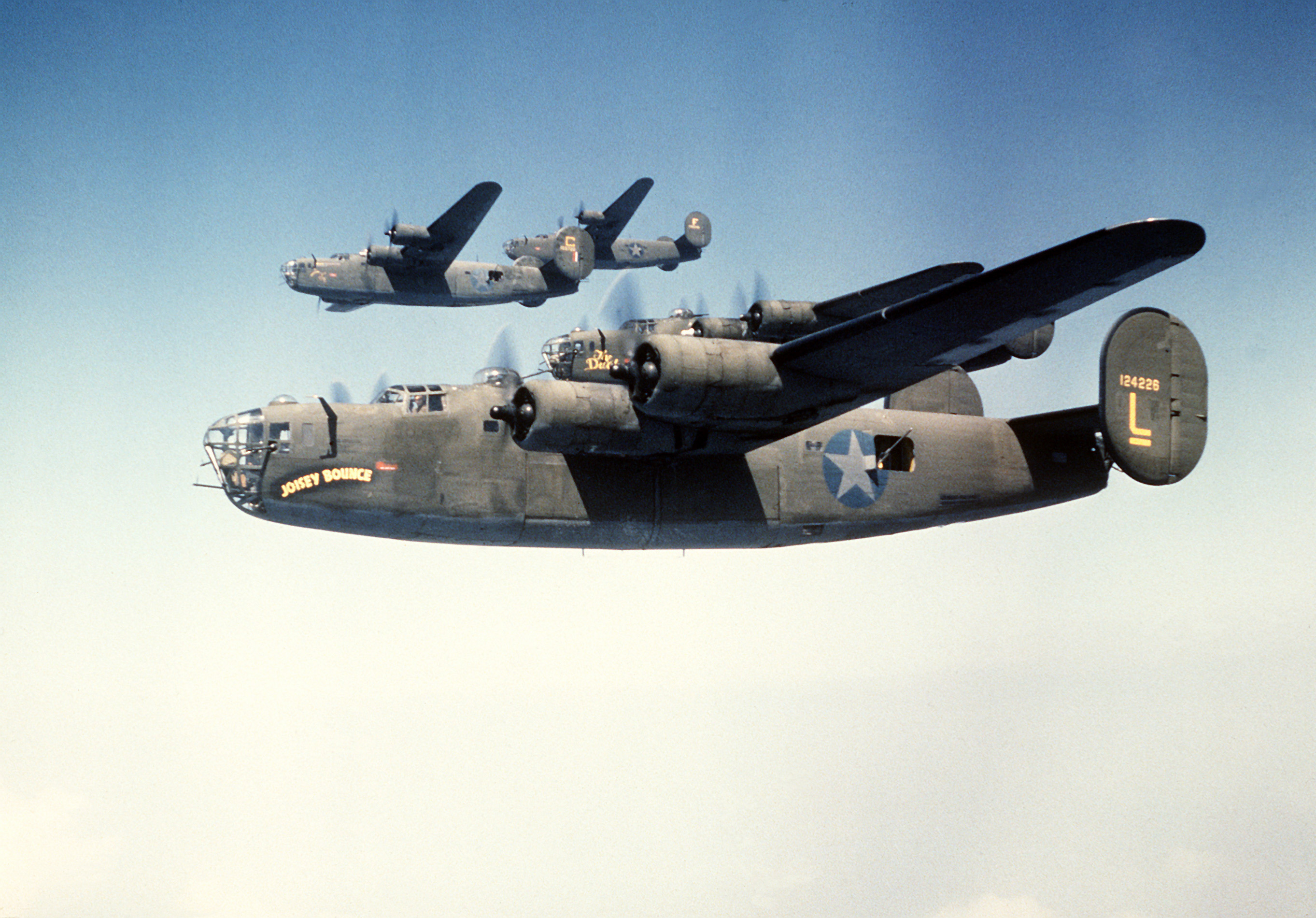
컨살러데이티드 B-24 리버레이터 폭격기가 대열을 갖춰 비행하는 모습.

일본군이 동남아시아 국가들을 침공하고 태국 정부가 일본 제국의 압박에 말라야와 버마 침공을 위한 집결지로 내 주는 것에 합의해주면서 1941년 12월 8일 연합군은 태국이 선전 포고를 하기도 전에 방콕 폭격을 결정하였다. 1942년 1월 17일 랑군에서 이륙한 영국 왕립공군(RAF) 폭격대가 방콕의 주요 군사 목표물을 폭격하면서 첫 방콕 공습이 시작되었다. 영국 왕립공군 제113 비행중대의 3기, 영국 왕립공군 제45 비행중대의 브리스톨 블렌하임 7기를 동반한 미국 자원군도 첫 공습에 참여했다. 제113 비행중대의 항공기는 영국 왕립공군 제60 비행중대의 승무원이 조종하였다. 두 번째 공습은 1월 24일부터 25일 사이 제60 비행중대의 블렌하임 8기가 야간 공습하는 형태로 진행했다. 3일 후 블렌하임 4기가 최후의 공습을 감행했다. 영국과 미국의 공습에는 친연합군 계열 반일 게릴라 운동인 자유 타이 운동의 도움을 받았다. 자유 타이 운동 단원은 연합국의 비행기에게 일본군의 진지 위치를 알려주고, 심지어는 목표 대상의 날씨와 같은 정보도 제공하였다.
3월 7일 랑군이 일본군에게 함락되자 인도와 중국에 기지를 둔 영국 왕립공군과 미 제10공군의 컨살러데이티드 B-24 리버레이터 같은 중폭격기가 태국을 폭격하기 시작했다. 방콕이 1943년부터 제18방면군 사령부가 들어서면서 공습이 거세졌다.

## 첫 B-29 폭격 임무

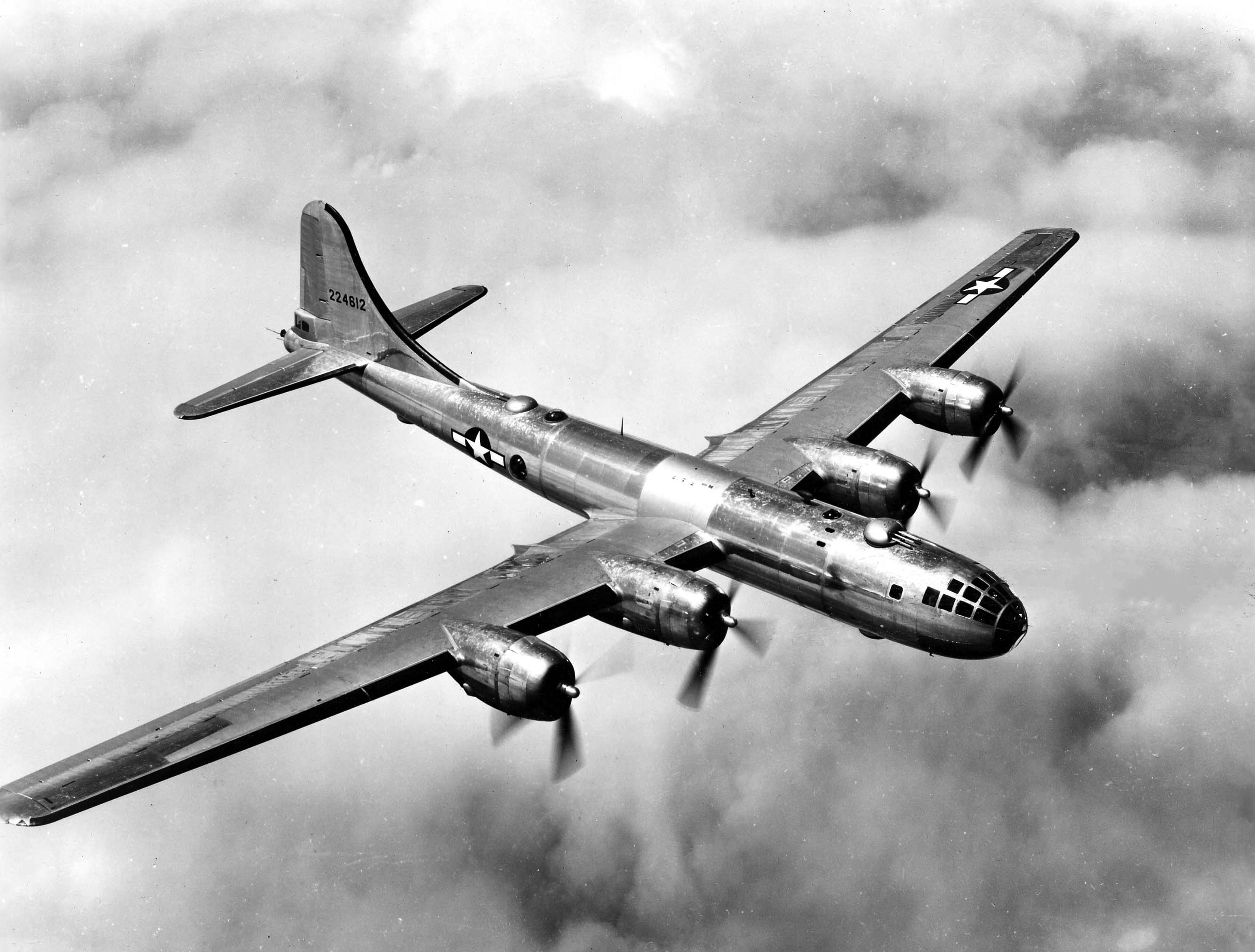
비행 중인 보잉 B-29 슈퍼포트리스 폭격기의 모습.

미군 XX 폭격사령부 산하 제58 항공사단의 보잉 B-29 슈퍼포트리스 폭격기들이 일본 본토 폭격 전 시험을 위해 방콕 폭격에 동원되었다. B-29의 방콕 폭격 투입 결정은 1943년 미국의 대통령 프랭클린 D. 루스벨트와 영국의 총리 윈스턴 처칠이 항구와 철도 폭격에 B-29를 사용하자는 합의를 받아 내어 동남아시아 전선에 폭격기를 투입하자고 결정하여 이루어졌다.
1944년 6월 5일, 제58 항공사단장인 라버네 샌더스 장군이 지휘하는 B-29기 98기가 인도의 비행장에서 이륙하여 방콕의 마카산 철도 기지를 향해 날아갔다. 왕복 거리 약 3,638 km(2,261 마일)에 달하는 이번 공습은 전쟁 중 가장 긴 거리의 임무였다. B-29 77기가 방콕에 도착했고, 나머지 21기는 엔진 문제로 중간에 회항하였다. 오전 11시 경 폭격기들은 방콕에 도착했으나 악천후로 표적이 가려졌다. B-29 폭격기들은 22,000-25,000 피트 상공에서 폭탄을 투하하기로 하였으나 17,000-27,000 피트 상공에서 폭격을 시작하였다. 목표물에 명중한 폭탄은 18개에 불과했다. 폭격으로 일본 군병원이 파괴되었고 일본 비밀경찰 본부도 피해를 입었다. B-29 중 42기가 연료 부족으로 다른 비행장으로 우회해야 했다. 이 중 5기가 착륙 과정에서 추락하였다. 방콕의 전략적 목표물에 대한 추가 공습이 이루어졌다.

## 같이 보기
- 제2차 세계 대전의 태국
- 극동 공군 (영국 왕립공군)
- 동남아시아 폭격 (1944-1945년)